# Metròpolis d'Efes
La metròpolis d'Efes (grec: Ιερά Μητρόπολη Εφέσου, Ierà Mitrópoli Efessu) és una diòcesi de l'Església Ortodoxa pertanyent al patriarcat de Constantinoble, que ha estat ocupada per diversos metropolitans titulars des de l'exili dels seus fidels el 1922. La seva seu estigué a Efes, una ciutat avui en ruïnes situada prop de la localitat de Selçuk, a Turquia, fins a la seva transferència el 1402 a Nova Efes (l'actual Kuşadası). Les ruïnes d'Efes es troben dins de la metròpolis d'Heliòpolis i Tira. El seu titular porta el títol de «metropolità d'Efes, honorabilíssim i exarca de tot Àsia». És l'antiga seu metropolitana de la província romana d'Àsia, a la diòcesi civil asiàtica i en el patriarcat de Constantinoble. Porta vacant des del 2006.